# Acraea wigginsi
Acraea wigginsi is een vlinder uit de familie van de Nymphalidae. De wetenschappelijke naam van de soort is voor het eerst geldig gepubliceerd in 1904 door Sheffield Airey Neave.